# Estrada do Rei

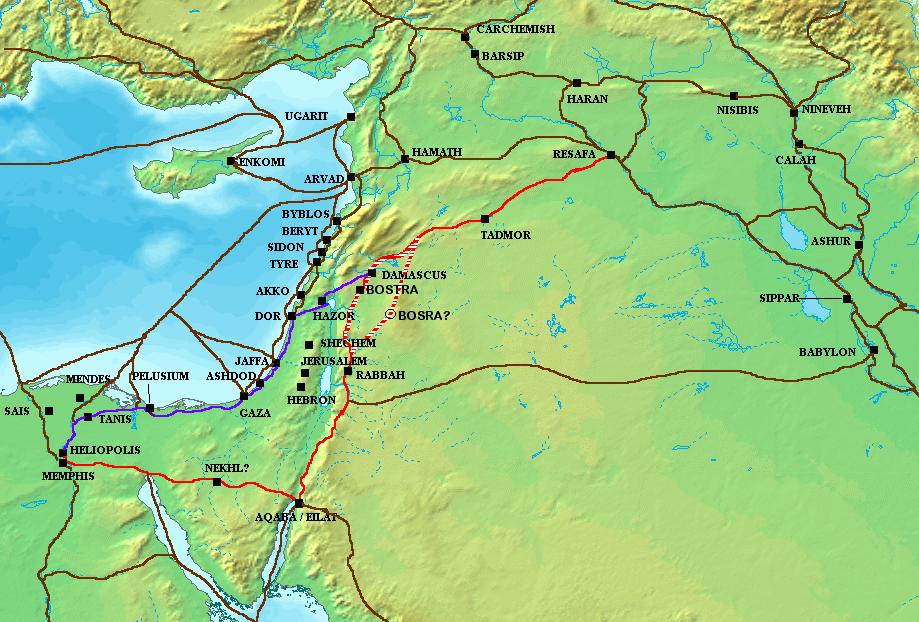
Estrada do rei em vermelho e outras estradas comerciais do antigo Oriente Médio, c. 1300

A Estrada do Rei ou Estrada Real foi uma antiga estrada que deve ter-se estendido desde o golfo de Acaba até Damasco, correspondendo de modo geral à pavimentada estrada principal romana construída pelo imperador Trajano (r. 98–117). Com exceção dos necessários ajustes para o trânsito moderno, a estrada atual, chamada Tárique Sultão (Tariq es-Sultan(i)), acompanha de perto a antiga estrada principal, romana, da qual ainda existem alguns trechos.